# Marijo Strahonja
Marijo Strahonja (født 21. august 1975) er en kroatisk fodbolddommer. Han har dømt internationalt under det internationale fodboldforbund FIFA siden 2006, hvor han er placeret i den europæiske dommergruppe.
Ved siden af den aktive dommerkarriere arbejder Strahonja som idrætslærer.
Han var blandt dommerne ved U21 EM 2011 i Danmark, hvor han dømte to kampe.

## Kampe med danske hold
- Den 15. oktober 2007: Kvalifikation til EM 2008 for U19 landshold: Danmark – Tyrkiet 0-0.
- 13. august 2008: Kvalifikation til Champions League: AaB – Kaunas 2-0.
- Den 5. august 2010: Kvalifikation til Europa League: Sporting Lissabon – FC Nordsjælland 2-1.
- Den 7. oktober 2011: Kvalifikation til EM 2012: Cypern – Danmark 1-4.
- Den 21. august 2012: Kvalifikation til Champions League: FC København – Lille 1-0.